# Tro Bro Leon
Die Tro Bro Leon, meist französisiert als Tro-Bro Léon geschrieben, ist ein französisches Radrennen.
Das Eintagesrennen, das seinen Termin für gewöhnlich Ende April hat und auf einem Rundkurs um die französische Gemeinde Lannilis im Département Finistère (Bretagne) stattfindet, wurde im Jahr 1984 zum ersten Mal ausgetragen. Auf Grund ihres teilweisen Verlaufs über unbefestigte Straßen wird die Tro Bro Leon bisweilen auch als kleines Paris–Roubaix bezeichnet. Seit Einführung der UCI Europe Tour im Jahre 2005 ist das Rennen Teil dieser Rennserie und war bis 2019 in die Kategorie 1.1 eingestuft, seit der Saison 2020 ist es Teil der UCI ProSeries. Die Tro Bro Leon ist außerdem ein Teil des Coupe de France, einer Rennserie von französischen Eintagesrennen. Rekordsieger ist Philippe Dalibard, der das Rennen dreimal für sich entscheiden konnte.

## Palmarès
| Jahr | Sieger               | Zweiter              | Dritter                         |          |
| ---- | -------------------- | -------------------- | ------------------------------- | -------- |
| 1984 | Bruno Chemin         | Jean-Jacques Lamour  | Marcel Richeux                  |          |
| 1985 | Bruno Chemin         | Hubert Graignic      | Dominique Le Bon                |          |
| 1986 | Philippe Dalibard    | Jean-Jacques Lamour  | Marc Hibou                      |          |
| 1987 | Dominique Le Bon     | Philippe Beau        | Jean-Jacques Lamour             |          |
| 1988 | Philippe Dalibard    | Stéphane Piriac      | Dominique Le Bon                |          |
| 1989 | Philippe Dalibard    | Serge Oger           | Bertrand Sourget                |          |
| 1990 | Marc Hibou           | Philippe Dalibard    | Emmanuel Mallet                 |          |
| 1991 | William Milloux      | Loïc Le Flohic       | Xavier Brissaud                 |          |
| 1992 | Jaan Kirsipuu        | Jean-Louis Conan     | Jean-Marc Barbé                 |          |
| 1993 | Jean-Philippe Rouxel | Michel Lallouët      | Francis Urien                   |          |
| 1994 | Stéphane Petilleau   | Serge Oger           | Jean-Jacques Lamour             |          |
| 1995 | Camille Coualan      | Philippe Le Barbier  | Sylvain Desbois                 |          |
| 1996 | Thierry Bricaud      | Francis Urien        | Walter Bénéteau                 |          |
| 1997 | Frédéric Delalande   | Jean-Philippe Rouxel | Franck Laurance                 |          |
| 1998 | Frédéric Delalande   | Francis Urien        | Jean-Michel Thilloy             |          |
| 1999 | Jean-Michel Thilloy  | Ludovic Capelle      | Ludovic Auger                   |          |
| 2000 | Jo Planckaert        | Samuel Sánchez       | Ludovic Capelle                 |          |
| 2001 | Jacky Durand         | Erwin Thijs          | Eddy Lembo                      |          |
| 2002 | Baden Cooke          | Walter Bénéteau      | Sébastien Hinault               |          |
| 2003 | Samuel Dumoulin      | Philippe Gilbert     | Didier Rous                     |          |
| 2004 | Samuel Dumoulin      | Christophe Mengin    | Bert Scheirlinckx               |          |
| 2005 | Tristan Valentin     | Cédric Coutouly      | Michail Wiktorowitsch Timoschin |          |
| 2006 | Mark Renshaw         | Aljaksandr Ussau     | Jean-Patrick Nazon              |          |
| 2007 | Saïd Haddou          | Sébastien Chavanel   | Christophe Diguet               |          |
| 2008 | Frédéric Guesdon     | Maxim Gurow          | Julien Belgy                    |          |
| 2009 | Saïd Haddou          | Stéphane Bonsergent  | Lilian Jégou                    |          |
| 2010 | Jérémy Roy           | Renaud Dion          | Lloyd Mondory                   |          |
| 2011 | Vincent Jérôme       | Will Routley         | Arnold Jeannesson               |          |
| 2012 | Ryan Roth            | Benoît Jarrier       | Guillaume Boivin                |          |
| 2013 | Francis Mourey       | Johan Le Bon         | Anthony Geslin                  |          |
| 2014 | Adrien Petit         | Flavien Dassonville  | Cédric Pineau                   |          |
| 2015 | Alexandre Geniez     | Benoît Jarrier       | Florian Sénéchal                |          |
| 2016 | Martin Mortensen     | Peter Williams       | Florian Vachon                  |          |
| 2017 | Damien Gaudin        | Frederik Backaert    | Benjamin Giraud                 |          |
| 2018 | Christophe Laporte   | Damien Gaudin        | Jelle Mannaerts                 |          |
| 2019 | Andrea Vendrame      | Baptiste Planckaert  | Emil Vinjebo                    |          |
| 2020 | abgesagt             | abgesagt             | abgesagt                        | abgesagt |
| 2021 | Connor Swift         | Piet Allegaert       | Baptiste Planckaert             |          |
| 2022 | Hugo Hofstetter      | Luca Mozzato         | Connor Swift                    |          |
| 2023 | Giacomo Nizzolo      | Arnaud De Lie        | Nils Eekhoff                    |          |
| 2024 | Arnaud De Lie        | Clément Venturini    | Pierre Gautherat                |          |
| 2025 |                      |                      |                                 |          |